# Uly Schlesinger
Uly Schlesinger (nacido el 2 de septiembre de 1996) es un actor estadounidense, conocido por sus papeles en Chicago Med y la serie de HBO Max Generation.

## Filmografía

### Cine
| Año  | Título                               | Papel          | Notas        |
| ---- | ------------------------------------ | -------------- | ------------ |
| 2018 | Neither From Here, Nor There         | Evan           | Cortometraje |
| 2019 | Tillie                               | Parker         | Cortometraje |
| 2019 | The Shed                             | Ozzy           | Película     |
| 2020 | The Other Side of Night              | James          | Cortometraje |
| 2020 | Two Eyes                             | Gabryal        | Cortometraje |
| 2022 | La fórmula ganadora de Jerry y Marge | Tyler Langford | Película     |
| 2023 | Sharpie                              | Senior Mac     | Cortometraje |
| 2023 | Classmates                           | Codie          | Cortometraje |
| 2023 | Three Birthdays                      | TBA            | TBA          |

### Televisión
| Año  | Título                      | Papel          | Notas        |
| ---- | --------------------------- | -------------- | ------------ |
| 2018 | The Sinner                  | Chester        | 1 episodio   |
| 2019 | Chicago Med                 | Ben Duncan     | 1 episodio   |
| 2019 | Divorce                     | Jason Campbell | 2 episodios  |
| 2019 | Two Sentence Horror Stories | Noah Ingram    | 1 episodio   |
| 2021 | Search Party                | Hunter         | 1 episodio   |
| 2021 | Generation                  | Nathan         | 16 episodios |
| 2023 | Evil                        | Renold         | 1 episodio   |